# ویلمونت (مینه‌سوتا)
ویلمونت، مینه‌سوتا (به انگلیسی: Wilmont, Minnesota) یک شهر در ایالات متحده آمریکا است که در شهرستان نوبلز، مینه‌سوتا واقع شده‌است.

## خصوصیات
ویلمونت ۲٫۹۵ کیلومترمربع مساحت و ۳۳۹ نفر جمعیت دارد و ۵۲۶ متر بالاتر از سطح دریا واقع شده‌است.